# Phoenix Suns 1992-1993
La stagione 1992-93 dei Phoenix Suns fu la 25ª nella NBA per la franchigia.
I Phoenix Suns vinsero la Pacific Division della Western Conference con un record di 62-20. Nei play-off vinsero il primo turno con i Los Angeles Lakers (3-2), la semifinale di conference con i San Antonio Spurs (4-2), la finale di conference con i Seattle SuperSonics (4-3), perdendo poi la finale NBA con i Chicago Bulls (4-2).

## Classifica
| Squadra             | V  | P  | %    | GB |
| ------------------- | -- | -- | ---- | -- |
| Phoenix Suns        | 62 | 20 | 75,6 | -  |
| Seattle S.Sonics    | 55 | 27 | 67,1 | 7  |
| Portland T. Blazers | 51 | 31 | 62,2 | 11 |
| L.A. Clippers       | 41 | 41 | 50,0 | 21 |
| L.A. Lakers         | 39 | 43 | 47,6 | 23 |
| G.S. Warriors       | 34 | 48 | 41,5 | 28 |
| Sacramento Kings    | 25 | 57 | 30,5 | 37 |

## Roster
| \| Pos. \| Num. \| Naz. \| Nome \| Altezza \| Peso \| Data nascita \| Provenienza \| \| ---- \| ---- \| ---- \| ---------------- \| ------- \| ------ \| ------------ \| ------------------- \| \| G \| 22 \| \| Ainge, Danny \| 193 cm \| 79 kg \| 17-03-1959 \| Brigham Young \| \| A \| 34 \| \| Barkley, Charles \| 198 cm \| 114 kg \| 20-02-1963 \| Auburn \| \| A \| 23 \| \| Ceballos, Cedric \| 198 cm \| 86 kg \| 2-08-1969 \| Cal State Fullerton \| \| A/C \| 24 \| \| Chambers, Tom \| 208 cm \| 100 kg \| 21-06-1959 \| Utah \| \| A \| 21 \| \| Dumas, Richard \| 201 cm \| 91 kg \| 19-05-1969 \| Oklahoma State \| \| G \| 3 \| \| Johnson, Frank \| 185 cm \| 84 kg \| 23-11-1958 \| Wake Forest \| \| G \| 7 \| \| Johnson, Kevin \| 185 cm \| 82 kg \| 4-03-1966 \| UC Berkeley \| \| A/C \| 8 \| \| Kempton, Tim \| 208 cm \| 111 kg \| 25-01-1964 \| Notre Dame \| \| G \| 32 \| \| Knight, Negele \| 185 cm \| 79 kg \| 6-03-1967 \| Dayton \| \| G/AP \| 9 \| \| Majerle, Dan \| 198 cm \| 98 kg \| 9-09-1965 \| Central Michigan \| \| C \| 25 \| \| Miller, Oliver \| 206 cm \| 127 kg \| 6-04-1970 \| Arkansas \| \| A/C \| 0 \| \| Mustaf, Jerrod \| 208 cm \| 108 kg \| 28-10-1969 \| Maryland \| \| A \| 31 \| \| Rambis, Kurt \| 203 cm \| 97 kg \| 25-02-1958 \| Santa Clara \| \| A \| 11 \| \| Stivrins, Alex \| 203 cm \| 100 kg \| 29-11-1962 \| Colorado \| \| A/C \| 41 \| \| West, Mark \| 208 cm \| 104 kg \| 5-11-1960 \| Old Dominion \| | Allenatore - Paul Westphal Assistente/i - Lionel Hollins - Scotty Robertson - Joe Proski - Matt Anderson - Robin Pound Legenda - (C) Capitano - (FA) Free agent - (S) Sospeso - (TW) Contratto Two-way - (GL) Assegnato a squadra G League affiliata - Infortunato Roster • Transazioni · Ultima transazione: 30 giugno 1993 |                        |                  |         |        |              |                     |
| Pos. | Num. | Naz.                   | Nome             | Altezza | Peso   | Data nascita | Provenienza         |
| G | 22 | Stati Uniti (bandiera) | Ainge, Danny     | 193 cm  | 79 kg  | 17-03-1959   | Brigham Young       |
| A | 34 | Stati Uniti (bandiera) | Barkley, Charles | 198 cm  | 114 kg | 20-02-1963   | Auburn              |
| A | 23 | Stati Uniti (bandiera) | Ceballos, Cedric | 198 cm  | 86 kg  | 2-08-1969    | Cal State Fullerton |
| A/C | 24 | Stati Uniti (bandiera) | Chambers, Tom    | 208 cm  | 100 kg | 21-06-1959   | Utah                |
| A | 21 | Stati Uniti (bandiera) | Dumas, Richard   | 201 cm  | 91 kg  | 19-05-1969   | Oklahoma State      |
| G | 3 | Stati Uniti (bandiera) | Johnson, Frank   | 185 cm  | 84 kg  | 23-11-1958   | Wake Forest         |
| G | 7 | Stati Uniti (bandiera) | Johnson, Kevin   | 185 cm  | 82 kg  | 4-03-1966    | UC Berkeley         |
| A/C | 8 | Stati Uniti (bandiera) | Kempton, Tim     | 208 cm  | 111 kg | 25-01-1964   | Notre Dame          |
| G | 32 | Stati Uniti (bandiera) | Knight, Negele   | 185 cm  | 79 kg  | 6-03-1967    | Dayton              |
| G/AP | 9 | Stati Uniti (bandiera) | Majerle, Dan     | 198 cm  | 98 kg  | 9-09-1965    | Central Michigan    |
| C | 25 | Stati Uniti (bandiera) | Miller, Oliver   | 206 cm  | 127 kg | 6-04-1970    | Arkansas            |
| A/C | 0 | Stati Uniti (bandiera) | Mustaf, Jerrod   | 208 cm  | 108 kg | 28-10-1969   | Maryland            |
| A | 31 | Stati Uniti (bandiera) | Rambis, Kurt     | 203 cm  | 97 kg  | 25-02-1958   | Santa Clara         |
| A | 11 | Stati Uniti (bandiera) | Stivrins, Alex   | 203 cm  | 100 kg | 29-11-1962   | Colorado            |
| A/C | 41 | Stati Uniti (bandiera) | West, Mark       | 208 cm  | 104 kg | 5-11-1960    | Old Dominion        |

## Staff tecnico
- Allenatore: Paul Westphal
- Vice-allenatori: Lionel Hollins, Scotty Robertson
- Preparatore atletico: Joe Proski
- Assistente preparatore: Matt Anderson
- Preparatore fisico: Robin Pound